# مطار غواروليوس الدولي

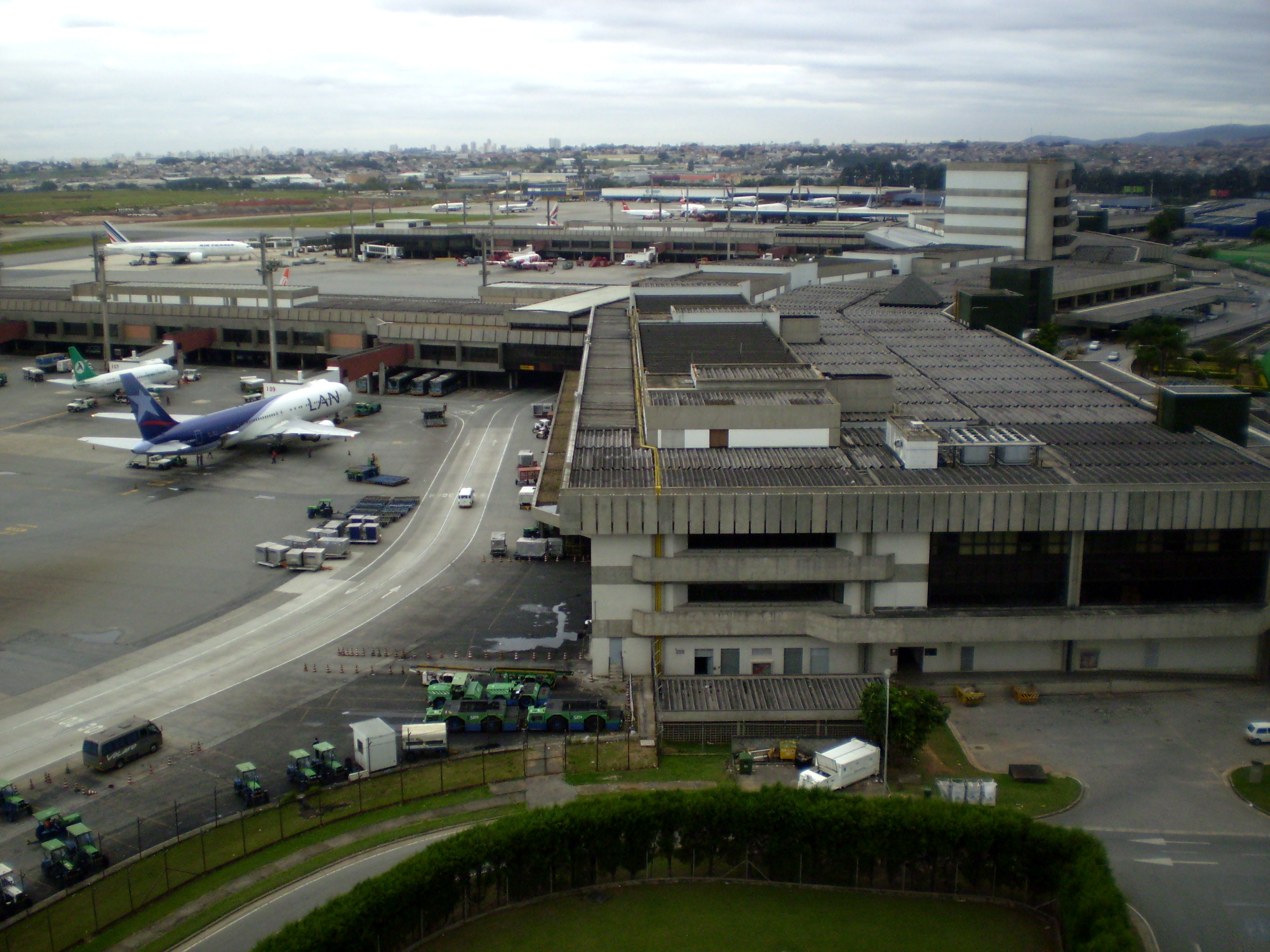
مطار غواروليوس - ساو باولو الدولي

مطار غواروليوس الدولي (إياتا: GRU، إيكاو: SBGR) هو المطار الدولي لساو باولو. غواروليوس - باسم حاكم الولاية أنديره فرنكو مونتورو - ويعرف باسم مطار كـومبيكا الدولي، رمز مطار اتحاد النقل الجوي الدولي GRU. وثمة مطار دولي ثان في ساو باولو هو مطار كونجونهاس الدولي.
يعتبر أهم نقطة تحويل لأمريكا الجنوبية وفيه أهم الخطوط الجوية العالمية، في المعاملات التجارية والبضائع يعتبر أكبر مطار في أمريكا الجنوبية، وياتي في الترتيب 37 في قائمة المطارات الأكثر إزدحاماً في العالم.

## شركات الطيران والوجهات

### الركاب
| شركـات طيـران                   | الوجهات |
| ------------------------------- | --- |
| الخطوط الجوية الأرجنتينية       | Buenos Aires–Aeroparque، Mendoza، Salta، Tucumán موسمي: مطار الوزير بيستارينيي الدولي، Córdoba (AR) ‏، El Calafate ‏، San Carlos de Bariloche ‏، San Martin de los Andes ‏، Ushuaia |
| طيران المكسيك                   | مطار بينيتو خواريز الدولي |
| طيران كندا                      | مطار الوزير بيستارينيي الدولي، مطار مونتريال الدولي، مطار تورونتو بيرسون الدولي |
| طيران أوروبا                    | مطار مدريد باراخاس الدولي |
| الخطوط الجوية الفرنسية          | مطار باريس شارل ديغول |
| Amaszonas                       | Santa Cruz de la Sierra–Viru Viru ‏ |
| الخطوط الجوية الأمريكية         | مطار دالاس فورت ورث الدولي، مطار ميامي الدولي، مطار جون إف كينيدي الدولي |
| Arajet                          | مطار لاس أمريكا الدولي (تبدأ في 21 سبتمبر 2023) |
| أفيانكا                         | مطار إلدورادو الدولي، Cartagena (تستأنف في 12 ديسمبر 2023) |
| أزول البرازيل                   | Belém، Belo Horizonte–Confins ‏، Cuiabá، Curitiba، Juazeiro do Norte ‏، Porto Alegre، Punta del Este ‏، Recife، Rio de Janeiro–Santos Dumont ‏ |
| Boliviana de Aviación           | Santa Cruz de la Sierra–Viru Viru ‏ موسمي: Cochabamba |
| الخطوط الجوية البريطانية        | مطار لندن هيثرو |
| خطوط كوبا الجوية                | مطار توكومين الدولي |
| خطوط دلتا الجوية                | مطار هارتسفيلد جاكسون، مطار جون إف كينيدي الدولي |
| مصر للطيران                     | موسمي عارض: مطار القاهرة الدولي (تبدأ في 3 سبتمبر 2023) |
| طيران الإمارات                  | مطار دبي الدولي |
| الخطوط الجوية الإثيوبية         | مطار أديس أبابا بولي الدولي، مطار الوزير بيستارينيي الدولي |
| Flybondi                        | مطار الوزير بيستارينيي الدولي |
| Gol Transportes Aéreos          | Aracaju، مطار سيلفيو بيتيروسي الدولي، Belém، Belo Horizonte–Confins ‏، مطار برازيليا الدولي، Buenos Aires–Aeroparque، Campina Grande ‏، Campo Grande ‏، Cascavel، Caxias do Sul ‏، Chapecó، Córdoba (AR) ‏، Cuiabá، Curitiba، Florianópolis، Fortaleza، Foz do Iguaçu، Goiânia، Ilhéus، João Pessoa ‏، Joinville، Juazeiro do Norte ‏، Londrina، Maceió، Manaus، Maringá، Mendoza، Montes Claros ‏، مطار كاراسكو الدولي، Natal، Navegantes، Palmas، Passo Fundo ‏، Pelotas، Petrolina، Porto Alegre، Porto Seguro ‏، Presidente Prudente ‏، Punta Cana ‏، Recife، Rio Branco ‏، مطار ريو دي جانيرو الدولي، Rio de Janeiro–Santos Dumont ‏، Rosario، Salvador da Bahia ‏، Santa Cruz de la Sierra–Viru Viru ‏، Santo Ângelo ‏، São Luís ‏، مطار سينوب، Teresina، Uberlândia، Vitória، Vitória da Conquista ‏ موسمي: Jericoacoara |
| أيبيريا (شركة طيران)            | مطار مدريد باراخاس الدولي |
| إيتا (شركة طيران)               | مطار ليوناردو دا فينشي |
| JetSmart Chile ‏                 | مطار أرتورو ميرينو بينيتيز الدولي |
| الخطوط الجوية الملكية الهولندية | مطار سخيبول أمستردام |
| لاتام البرازيل                  | Aracaju، مطار برشلونة الدولي، Belém، Belo Horizonte–Confins ‏، مطار إلدورادو الدولي، مطار لوجان الدولي، مطار برازيليا الدولي، Buenos Aires–Aeroparque، مطار الوزير بيستارينيي الدولي، Campo Grande ‏، Cancún، Cascavel، Caxias do Sul ‏، Chapecó، Cuiabá، Curitiba، Florianópolis، Fortaleza، Foz do Iguaçu، مطار فرانكفورت، Goiânia، Ilhéus، Imperatriz، Jaguaruna (تبدأ في 1 يوليو 2023)،[بحاجة لمصدر] Jericoacoara، João Pessoa ‏، مطار أوليفر ريجنالد تامبو (تستأنف في 2 سبتمبر 2023)، Joinville، Juazeiro do Norte ‏، Juiz de Fora ‏، مطار خورخي تشافيز الدولي، مطار لشبونة، مطار لندن هيثرو، Londrina، مطار لوس أنجلوس الدولي (تبدأ في 1 أغسطس 2023)، Maceió، مطار مدريد باراخاس الدولي، Manaus، Maringá، Mendoza، مطار بينيتو خواريز الدولي، مطار ميامي الدولي، مطار مالبينسا، Montes Claros ‏، مطار كاراسكو الدولي، Natal، Navegantes، مطار جون إف كينيدي الدولي، مطار أورلاندو الدولي، Palmas، Passo Fundo ‏، Petrolina، Porto Alegre، Porto Seguro ‏، Porto Velho، Presidente Prudente ‏، Recife، Rio Branco ‏، مطار ريو دي جانيرو الدولي، Rio de Janeiro–Santos Dumont ‏، مطار ليوناردو دا فينشي، Salvador da Bahia ‏، مطار أرتورو ميرينو بينيتيز الدولي، São José do Rio Preto ‏، São Luís ‏، Teresina، Uberlândia، Vitória، Vitória da Conquista ‏ موسمي: Caldas Novas ‏ موسمي عارض: San Carlos de Bariloche ‏ |
| خطوط لان الجوية                 | مطار باريس شارل ديغول، مطار أرتورو ميرينو بينيتيز الدولي |
| لاتام باراغواي                  | مطار سيلفيو بيتيروسي الدولي |
| لاتام بيرو                      | مطار خورخي تشافيز الدولي |
| لوفتهانزا                       | مطار فرانكفورت |
| الخطوط الجوية القطرية           | مطار الوزير بيستارينيي الدولي (تستأنف في 8 ديسمبر 2023)، مطار حمد الدولي |
| طيران سكاي                      | مطار أرتورو ميرينو بينيتيز الدولي |
| Sky Airline Peru                | مطار خورخي تشافيز الدولي (تبدأ في 3 يوليو 2023) |
| الخطوط الجوية الدولية السويسرية | مطار الوزير بيستارينيي الدولي، مطار زيورخ الدولي |
| الخطوط الجوية الأنغولية         | مطار كواترو دي فيفيريرو |
| تاب برتغال                      | مطار لشبونة، مطار بورتو الدولي |
| الخطوط الجوية التركية           | مطار الوزير بيستارينيي الدولي، مطار إسطنبول الدولي |
| الخطوط الجوية المتحدة           | مطار أوهير الدولي، مطار جورج بوش الدولي، مطار نيوآرك ليبرتي الدولي، مطار واشنطن دولس الدولي |
| خطوط فيرجن أتلانتيك الجوية      | مطار لندن هيثرو (تبدأ في 13 مايو 2024) |
| Voepass Linhas Aéreas           | Ribeirão Preto ‏ |

### الشحن
| شركـات طيـران           | الوجهات                                                                                               |
| ----------------------- | --- |
| الخطوط الجوية الفرنسية  | مطار باريس شارل ديغول                                                                                 |
| طيران أطلس              | مطار لوس أنجلوس الدولي، مطار ميامي الدولي                                                             |
| الخطوط الجوية الإثيوبية | مطار تشونغتشينغ جيانغبى الدولي، مطار شيامن قاوتشي الدولي                                              |
| Gol Transportes Aéreos  | Fortaleza، São Luís ‏، Teresina                                                                        |
| LATAM Cargo Brasil      | Manaus، مطار أرتورو ميرينو بينيتيز الدولي                                                             |
| LATAM Cargo Chile       | Sal، مطار أرتورو ميرينو بينيتيز الدولي                                                                |
| لوفتهانزا للشحن         | مطار الوزير بيستارينيي الدولي، مطار فرانكفورت                                                         |
| الخطوط الجوية القطرية   | مطار الوزير بيستارينيي الدولي، مطار حمد الدولي، مطار مورتالا محمد الدولي، مطار لوكسمبورغ              |
| Sideral Air Cargo       | مطار برازيليا الدولي، Cuiabá، Fortaleza، Goiânia، Manaus، Recife، مطار ريو دي جانيرو الدولي، Salvador |
| Total Linhas Aéreas     | Curitiba، Florianópolis، Porto Alegre، مطار ريو دي جانيرو الدولي، Vitória                             |
| الخطوط الجوية التركية   | مطار بليز دياغني الدولي، مطار إسطنبول الدولي، مطار ميامي الدولي                                       |

## وصلات خارجية
- تشمل جميع مطارات البرازيل